# Ленкі (Новосондецький повіт)
Ленкі (пол. Łęki) — село в Польщі, у гміні Лососіна-Дольна Новосондецького повіту Малопольського воєводства.
Населення — 389 осіб (2011).
У 1975-1998 роках село належало до Новосондецького воєводства.

## Демографія
Демографічна структура станом на 31 березня 2011 року:
|          | Загалом | Допрацездатний вік | Працездатний вік | Постпрацездатний вік |
| -------- | ------- | ------------------ | ---------------- | -------------------- |
| Чоловіки | 199     | 45                 | 139              | 15                   |
| Жінки    | 190     | 46                 | 117              | 27                   |
| Разом    | 389     | 91                 | 256              | 42                   |